# Sant Martí de Masarac
Sant Martí de Masarac és una església del municipi de Masarac (Alt Empordà) inclosa en l'Inventari del Patrimoni Arquitectònic de Catalunya.

## Descripció
Situada a la part més elevada del nucli urbà de la població de Masarac, a l'extrem nord-est del petit poblet.
Església d'una sola nau amb absis de planta rectangular capçat a llevant. La nau està coberta amb volta apuntada sostinguda per una cornisa motllurada, situada als murs laterals. L'absis és cobert amb volta de canó i l'arc triomfal és de mig punt, bastit amb dovelles de pedra. Al mur de migdia hi ha un gran arc de mig punt adovellat, encastat a manera de fornícula, amb la imatge del sant. Coincideix amb l'obertura tapiada del portal d'accés original a l'interior. El temple presenta quatre finestres que il·luminen l'interior. Dues estan situades a l'absis, als murs de llevant i migdia, i la resta a la nau, a migdia i ponent. Són totes rectangulars, d'un sol biaix i amb forma de sagetera. La façana principal presenta un portal d'accés rectangular, amb els brancals i la llinda bastits amb carreus de pedra ben desbastats, tot i que la llinda fou restituïda. El marxapeu presenta la imprompta gravada d'una ferradura. Damunt del portal hi ha una de les finestres ja mencionades, bastida amb quatre pedres desbastades. La façana està rematada per un campanar d'espadanya de tres pilastres bastit amb carreus escairats i sense els arcs. Presenta una campana. Al mur sud de la nau hi ha ubicada una antiga porta d'accés al temple d'època romànica, actualment tapiada. És d'arc de mig punt adovellat, amb els brancals bastits amb carreus escairats, llinda i timpà llis. L'arc arrenca d'una imposta motllurada que segueix per damunt de la llinda. Cal destacar el mur de tramuntana de l'absis, donat que fou sobrealçat posteriorment, formant un característic paravent. Actualment, adossats a la façana de migdia del temple, hi ha dos murs de pedra amb una porta d'arc de mig punt a cada un. Ambdues estructures també s'adossen a la casa situada a migdia, coneguda com a can Serra. L'interior del temple està completament arrebossat i pintat.
La construcció és bastida amb pedres desbastades lligades amb abundant morter, A les cantonades hi ha carreus ben desbastats.

## Història
L'església de Sant Martí de Masarac apareix en el text d'una sentència de Carles el Calb datat l'any 844, a favor de l'abadia de Sant Quirc de Colera. Del document existeix una còpia del segle xiii. El text és una falsificació o bé una manipulació intencionada d'aquesta època, amb la finalitat d'atribuir-se, per part del cenobi, el domini de l'església.
L'any 1093, el bisbe de Girona Berenguer Guifré donà "Sancti Martini de Mesaraci" al monestir de Santa Maria de Vilabertran.
Figura en les Rationes decimarum dels anys 1279 i 1280, i en els nomenclàtors diocesans del segle xiv.
L'església fou parròquia fins al 1592, en què la titularitat passà a l'església de Santa Maria de l'Om. Actualment, el culte parroquial es torna a celebrar a Sant Martí, per la seva situació dins del nucli de la població.
Tot i que el temple ha sofert algunes alteracions, l'edifici manté l'estructura bàsica preromànica. D'aquest període resten els murs perimetrals i alguns elements com ara les finestres. Probablement la porta tapiada del mur de migdia, la primitiva, va ser substituïda per una porta romànica datada al segle xii.